# 25e régiment d'infanterie territoriale
Le 25e régiment d'infanterie territorial est un régiment d'infanterie de l'armée de terre française qui a participé à la Première Guerre mondiale.

## Création et différentes dénominations
Le régiment reçoit son numéro par décret du 19 mars 1875, en prévision de la mobilisation.

## Historique des garnisons, combats et batailles du25eRIT

### Première Guerre mondiale

#### Affectations
- 84e Division d'Infanterie Territoriale d'août 1914 à juillet 1915
- 42e Division d'Infanterie d'août à novembre 1918

#### 1914
- Opérations dans le Nord-Pas-de-Calais - Bataille des Frontières - Grande Retraite
  - 25 août : bataille d'Haspres
  - 26 août : Le régiment est chargé de défendre la ville de Cambrai, dont une partie placée en avant-poste est sur la route de Solesmes entre du Cateau et Valenciennes. Les Allemands attaquent par les routes de Valenciennes, Solesmes et Naves. Dans la ville, des combats acharnés ont lieu au Pont Michelet, route du Cateau, Porte Notre Dame, rue Sadi-Carnot, rue du Marché aux Poissons, sur la Grand Place, rue Pasteur, rue de l'Arbre d'Or, rue Van der Burch, rue des Linguières, rue de la Prison, rue de la Herse, rue Cantimpré.... Débordés et ayant subi de lourdes pertes (500 blessés et 84 tués), les Pépères se replient vers le boulevard de la Liberté, la route de Bapaume, la rue de Péronne, la rue de Paris et la rue Pierre d’Ailly où les fusillades continuent.

- Fin octobre le régiment mis à disposition du 20e corps d'armée se trouve dans les tranchées de Berles-au-Bois, Hannescamps et Pommier dans la région d'Arras.

- Du 1er novembre 1914 au 18 février 1915, le 25e RIT est rattaché au 21e corps d'armée de la 2e armée et occupe les 1re lignes de tranchées du secteur Bully-Grenay-Aix-Noulette toujours dans la région d'Arras.

## Drapeau
Il porte, cousues en lettres d'or dans ses plis, les inscriptions suivantes :
- Artois 1914